# Evgueniy Alexiev
Pour les articles homonymes, voir Aleksiev.
Evgueniy Alexiev, (en bulgare : Евгений Алексиев), est un baryton français, né en Bulgarie en 1967.
Il vit depuis 1992 à Bordeaux et poursuit une carrière internationale.

## Biographie
Après ses études au Conservatoire supérieur national de musique de Sofia : chant lyrique et langues (russe, italien, allemand anglais), en 1993 il est invité à l'Opéra de Marseille, puis à l'Opéra d'Avignon.
La même année il remporte le 1er Prix d'Opéra au Concours d'Alès.
Remarqué par Antoine Bourseiller lors du Concours de la Chambre Syndicale des Directeurs de Théâtres Lyriques Français où il est finaliste, il est engagé dans Don Giovanni.
Après le Concours International de Chant Luciano Pavarotti à Philadelphie où il est finaliste, sa carrière s'accélère.
De nombreux rôles dans les plus prestigieux opéras en Europe et dans le monde se succèdent.
Son répertoire est très varié : Eugène Onéguine, Don Giovanni, Le nozze di Figaro, Il barbiere di Siviglia, Zoroastre, Carmen de Bizet, Thaïs de Massenet, Platée de Jean-Philippe Rameau etc.

## Récompenses
- 1993 - 1er Prix d'Opéra au Concours d'Alès
- Finaliste du Concours de la Chambre Syndicale des Directeurs de Théâtres Lyriques Français
- Finaliste du Concours International de Chant Luciano Pavarotti à Philadelphie.

## Répertoire
- Georges Bizet : Carmen (Escamillo)
- Francesco Cavalli : La Didone (Yarba)
- Gaetano Donizetti : Rita (Gasparo), L'Elisir d'Amore (Belcore), La Fille du régiment (Hortensius)
- Ermanno Wolf-Ferrari : La Vedova Scaltra (Arlecchino)
- Charles Gounod: Polyeucte (Sévère)
- Georg Friedrich Haendel: Ariane en Crète (Minos)
- Engelbert Humperdinck : Hänsel und Gretel (Peter)
- René Koering: Scènes de chasse (Ulysse)
- Alessandro Melani: L'Empio Punito (Bibi)
- Claudio Monteverdi: L'incoronazione di Poppea (Le Couronnement de Poppée en français)(Mercurio)
- Jules Massenet: Thaïs (Athanaël); Le Jongleur de Notre-Dame (Le moine sculpteur)
- W. A. Mozart: Don Giovanni (Don Giovanni);Die Zauberflöte (Papageno); Le Nozze di Figaro (Il Conte, Figaro)
- Giacomo Puccini: La Bohème (Marcello); Madame Butterfly (Sharpless); Turandot (Ping)
- Henry Purcell : Didon et Enée (Enée)
- Henri Rabaud: L'Appel de la mer (Bartley)
- Jean-Philippe Rameau: Zoroastre (Abramane); Platée (Cithéron, Momus)
- Guy Ropartz: Le Pays (Jörgen)
- Gioachino Rossini:Il Barbiere di Siviglia (Figaro)
- Johann Strauss II : Die Fledermaus (en français, La Chauve-Souris)(Falke)
- Piotr Ilitch Tchaïkovski: Eugène Onéguine (opéra) (Eugène Oneguine)
- Verdi: Don Carlos (opéra) (Rodrigue); Falstaff (opéra) (Ford); Il Trovatore(Il Conte di Luna); Un Ballo in Maschera (Renato); La forza del destino (Don Carlos di Vargas)

## Discographie et DVD
La Vedova Scaltra, Ermanno Wolf-Ferrari, Orchestre National de Montpellier, Chef d'orchestre: Enrique Mazzola, CD(25 octobre 2004)
Roland, opéra, Jean-Baptiste Lully, joué par les Talents Lyriques, CD;Editeur: Ambroisie, AMB 9949, 2004 — coffret avec 3 CD
Zoroastre (DVD), Pierre Audi, Opus Arte,16 mai 2007
Le Jongleur de Notre Dame, Jules Massenet (Compositeur), Roberto Alagna, Evgueniy Alexiev, CD(24 août 2009)
Les Grandes Eaux Musicales De Versailles, Lully, Gluck, Rameau, Desmarest, Les Talents Lyriques, Christophe Rousset, CD (25 mars 2008)
La Esmeralda, Louise Bertin, Universal Music, 2 CD, juin 2009